# Melvyn Scott
Melvyn Scott (Claygate, 26 settembre 1939 – Colchester, agosto 1997) è stato un calciatore inglese, di ruolo difensore.

## Carriera
Formatosi nel Chelsea, passa nella prima squadra dei blues nella First Division 1957-1958 ottenendo l'undicesimo posto finale. L'anno dopo il campionato è concluso al quattordicesimo posto, mentre il cammino nella Coppa delle Fiere 1958-1960 è interrotto ai quarti di finale. Ottiene un diciottesimo nella First Division 1959-1960. Nella First Division 1960-1961 Scott ottiene il dodicesimo posto finale, mentre nell'ultima stagione di milianza nei blues retrocede in cadetteria a seguito del ventiduesimo ed ultimo posto ottenuto.
Nel marzo 1963 lascia il Chelsea per giocare con l'appena retrocesso in quarta serie Brentford. Con il suo nuovo club vince la Fourth Division 1962-1963, ottenendo così la promozione nella categoria superiore. L'anno dopo ottiene il sedicesimo posto della Third Division 1963-1964, a cui ne segue un quinto nella stagione successiva. L'anno dopo a seguito del penultimo posto ottenuto retrocede con il suo club in quarta serie. Nell'ultima stagione con i bees ottiene il nono posto finale.
Nell'estate 1967  viene ingaggiato dagli statunitensi dell'Oakland Clippers, con cui vince la NPSL I, progenitrice insieme alla USA, della più nota NASL. L'anno dopo, sempre in forza ai Clippers, Scott disputa la prima edizione della NASL, chiusa al secondo posto della Pacific Division.

### Nazionale
Ha indossato in tre occasioni la maglia della Nazionale Under-23 di calcio dell'Inghilterra.

## Palmarès
- Fourth Division: 1

Brentford: 1962-1963
- NPSL I: 1

Oakland Clippers: 1967